# Bortermő szőlő
A bortermő szőlő (Vitis vinifera) a szőlőfélék (Vitaceae) családjának legnevezetesebb, gazdaságilag legjelentősebb faja – mint neve is mutatja, a legfontosabb szőlő, amelyből a bor készül. A legtöbb, emberi fogyasztásra alkalmas szőlő a direkt termő (Vitis Labrusca) és a kereklevelű  (Vitis Rotundifolia) fajhoz tartozik.

## Származása, elterjedése
A bortermő szőlő az ókorban kinemesített növényfajok egyike. Távolabbi őse a jégkorszak után a Kaukázuson túl, a mai Irán, Örményország, Azerbajdzsán vidékén fennmaradt ligeti szőlő (Vitis silvertis, Vitis sylvertis, Vitis sylvestris, Vitis vinifera ssp. sylvestris), amiből mintegy hatezer éves evolúció hozta létre a mai kétivarú változatokat. 

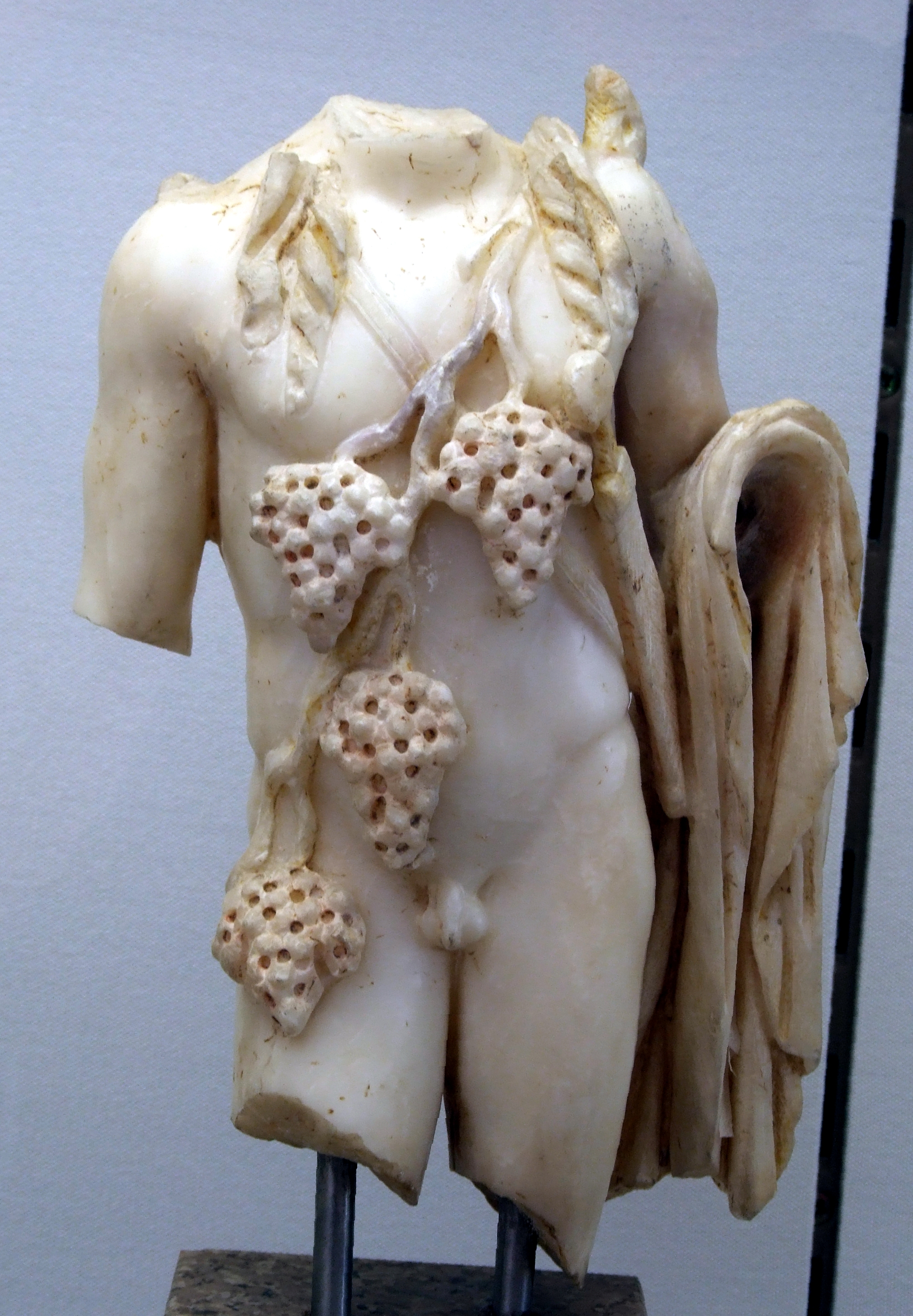
Az ókorban a szőlő- és bortermelés fejlődését Dionüszosz kultusza segítette elő

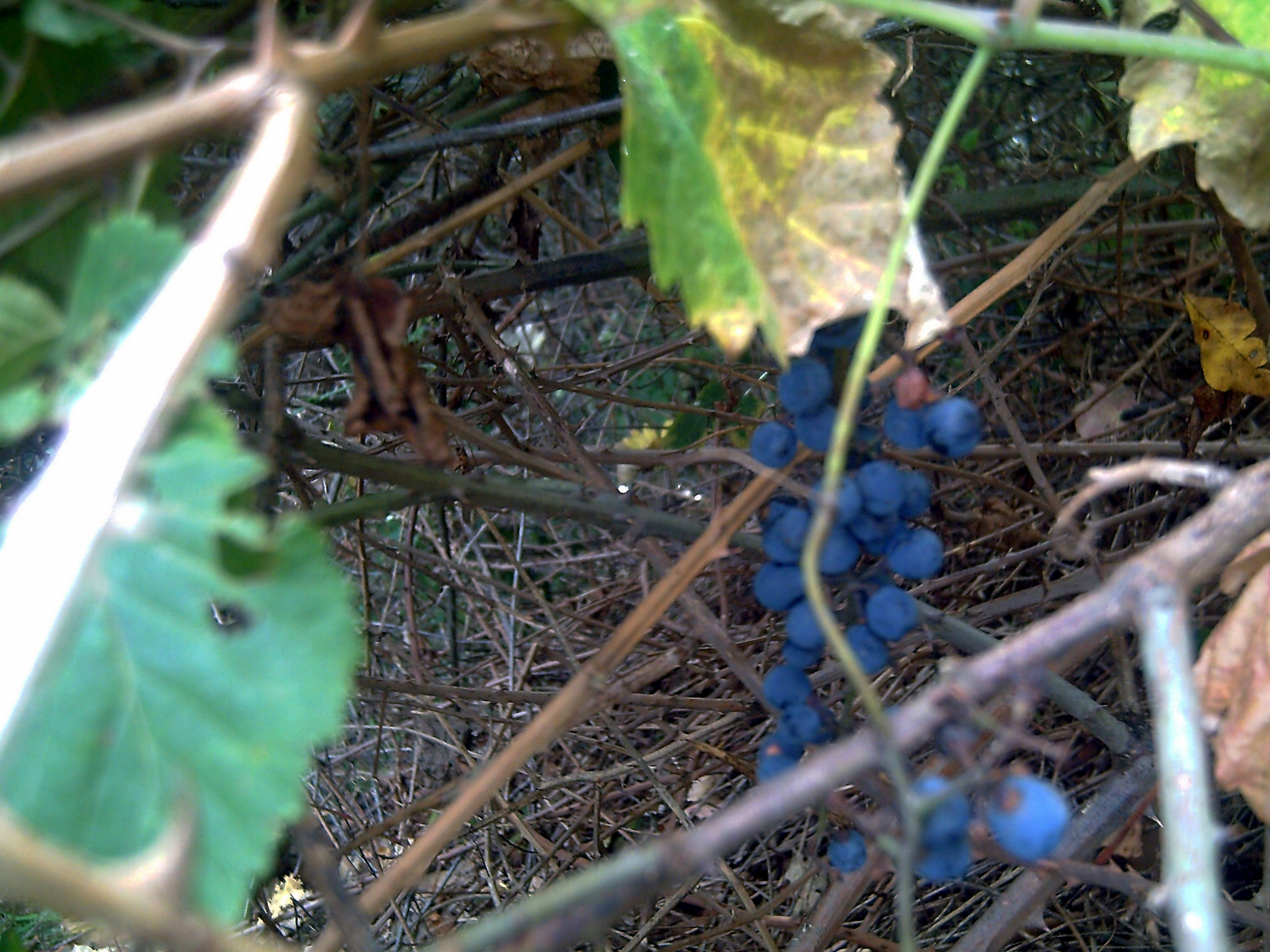
A bortermő szőlő őse, Vitis silvertis

Így, a termesztés hatására alakult ki - ásatások során szőlőmagvizsgálatokkal kimutatva - az i. e. második évezredtől a kerti (sativa-típusú) szőlő. Ezt vették át az Égei-tenger szigetein élő népcsoportok, akik tovább terjesztették a partvidéken. A nagyobb fürtű és nagyobb bogyójú bortermő szőlő mintegy 2000–3000 éves termesztés és szelekció eredménye, mely morfológiai, biológiai és rendszertani értelemben is annyira eltér elődjétől, hogy önálló faj rangjára emelkedett Vitis vinifera néven.
Az erdei szőlő, ligeti szőlő, kerti szőlő, európai szőlő, bortermő szőlő fogalmakat a különböző szerzők rendszeresen egymást átfedő értelemben használják.
Bort már Ázsiában erjesztettek a szőlő levéből, és Mezopotámiában fejlett borkereskedelem alakult ki. I. e. 2100-ban Hammurapi már törvénnyel büntette a borhamisítókat. A borkészítés technikáját az egyiptomiak fejlesztették tovább.
A szőlőt i. e. 600 körül a föníciaiak és karthágóiak hozták át Európába. Útjaikon már külön üvegedényeket rendszeresítettek a borok szállítására, ivóedényeket annak fogyasztásához. A bor a görögöknél, főleg Itáliában tett szert komolyabb kulturális szerepre: a szőlő- és bortermelés fejlődését Dionüszosz kultusza segítette elő.
A szőlőkultúra a római birodalomban látványosan továbbfejlődött, a hatalmas területeket meghódító római katonák sokfelé elterjesztették a szőlőt.

## A Vitis vinifera fajták rendszerezése

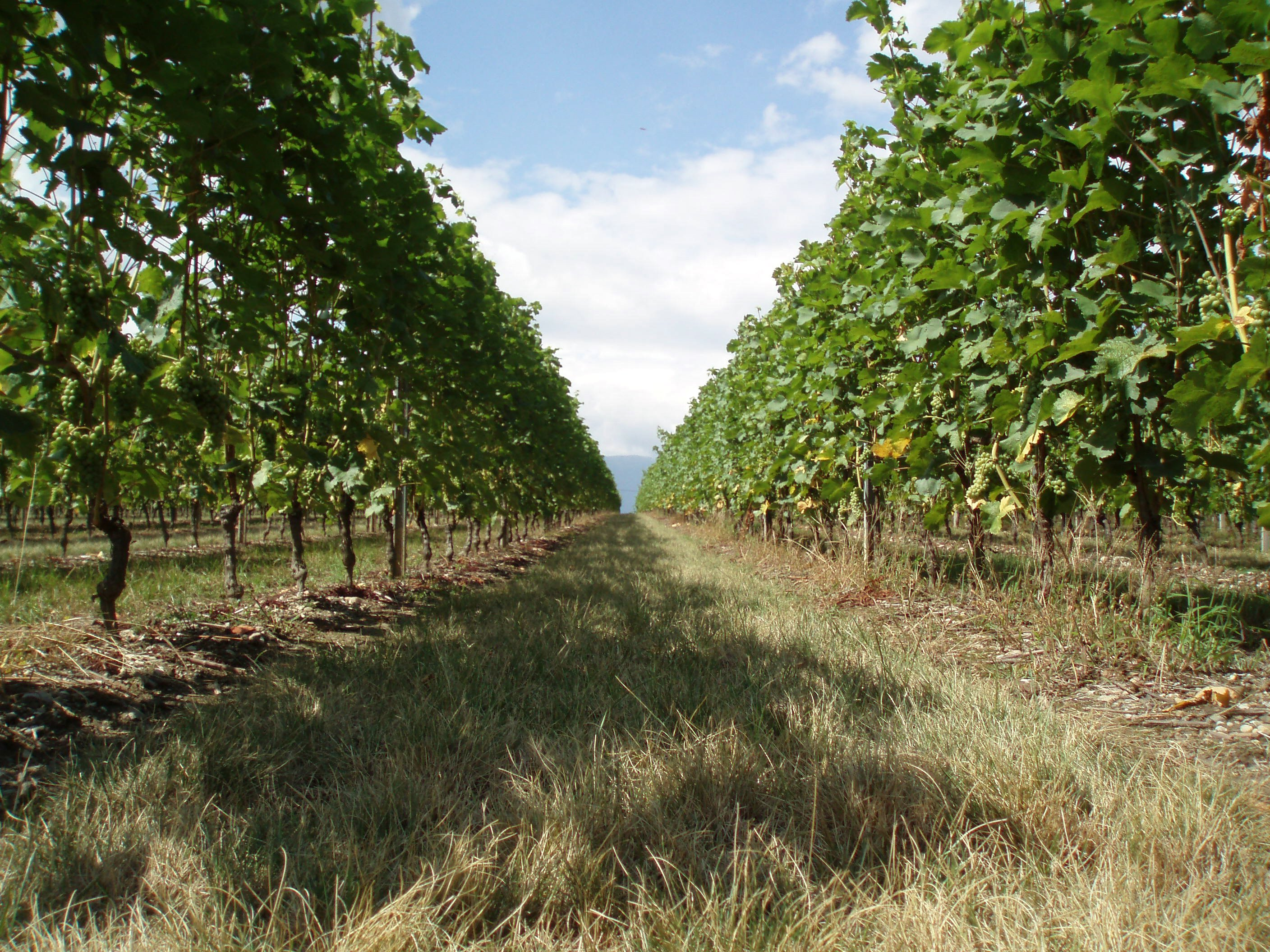
Szőlősorok Genf kantonban

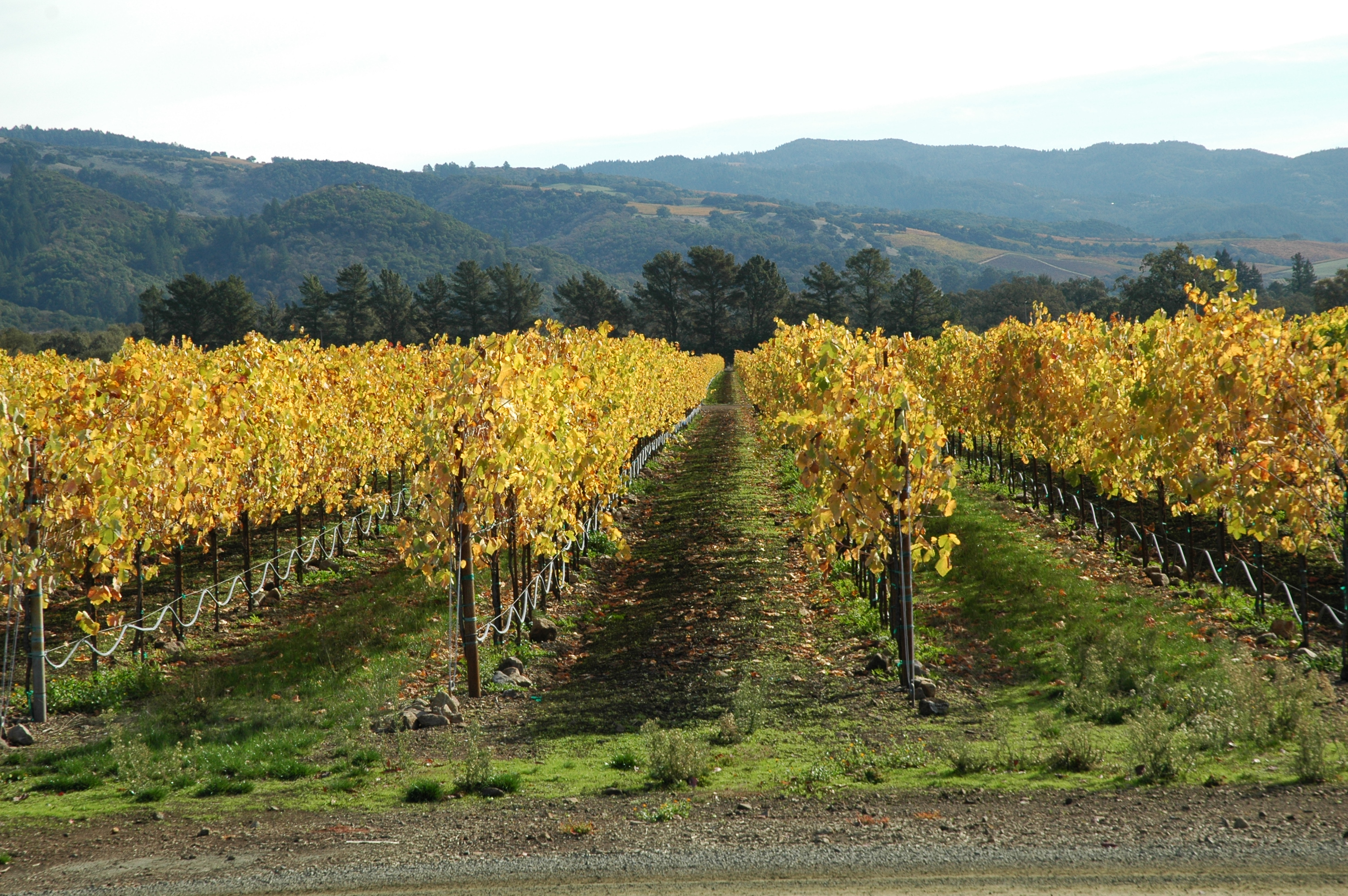
Szőlőbirtok Kaliforniában

### A szőlőfajták rendszerezése származás és morfológiai bélyegek alapján
- Nyugati (occidentalis) fajták (convarietas=változatcsoport): pl. Szürkebarát, Rajnai rizling, Sauvignon blanc, Merlot, Chardonnay
  - francia változat-alcsoport (subconvar. gallica)
  - ibériai változat-alcsoport (subconvar. iberica)
- Pontusi fajták: Ezerjó, Furmint, Kadarka, Chasselas, Kékfrankos
  - grúziai változat-alcsoport (subconvar. georgica)
  - kelet-mediterrán változat-alcsoport (subconvar balcanica)
- Keleti (orientalis) fajták: Afuz Ali, Kecskecsöcsűek, Damaszkuszi
  - kaszpi változat-alcsoport (subconvar. caspica)
  - előázsiai változat-alcsoport (subconvar. antasiatica)

hibrid fajták:
- intraspecifikus (fajon belüli keresztezésből előállított fajta)
- interspecifikus (a vitis nemzetség valamely más fajának keresztezésével előállított fajta)

### Földrajzi elterjedés alapján
- világfajták: Chardonnay, Tramini, Pinot
- helyi fajták: Izsáki, Kéknyelű, Csóka

### A termés felhasználása szerint
- borszőlő fajták
  - fehérborszőlő-fajták
  - minőségi fehérborszőlő-fajták
  - tömegborszőlő-fajták
  - vörösborszőlő-fajták
- csemegeszőlő-fajták
- direkt termő és régi rezisztens hibridfajták

Nemzetközi alkalmazásban bővítendő a mazsolaszőlő fajtákkal.

## Megjelenése, felépítése

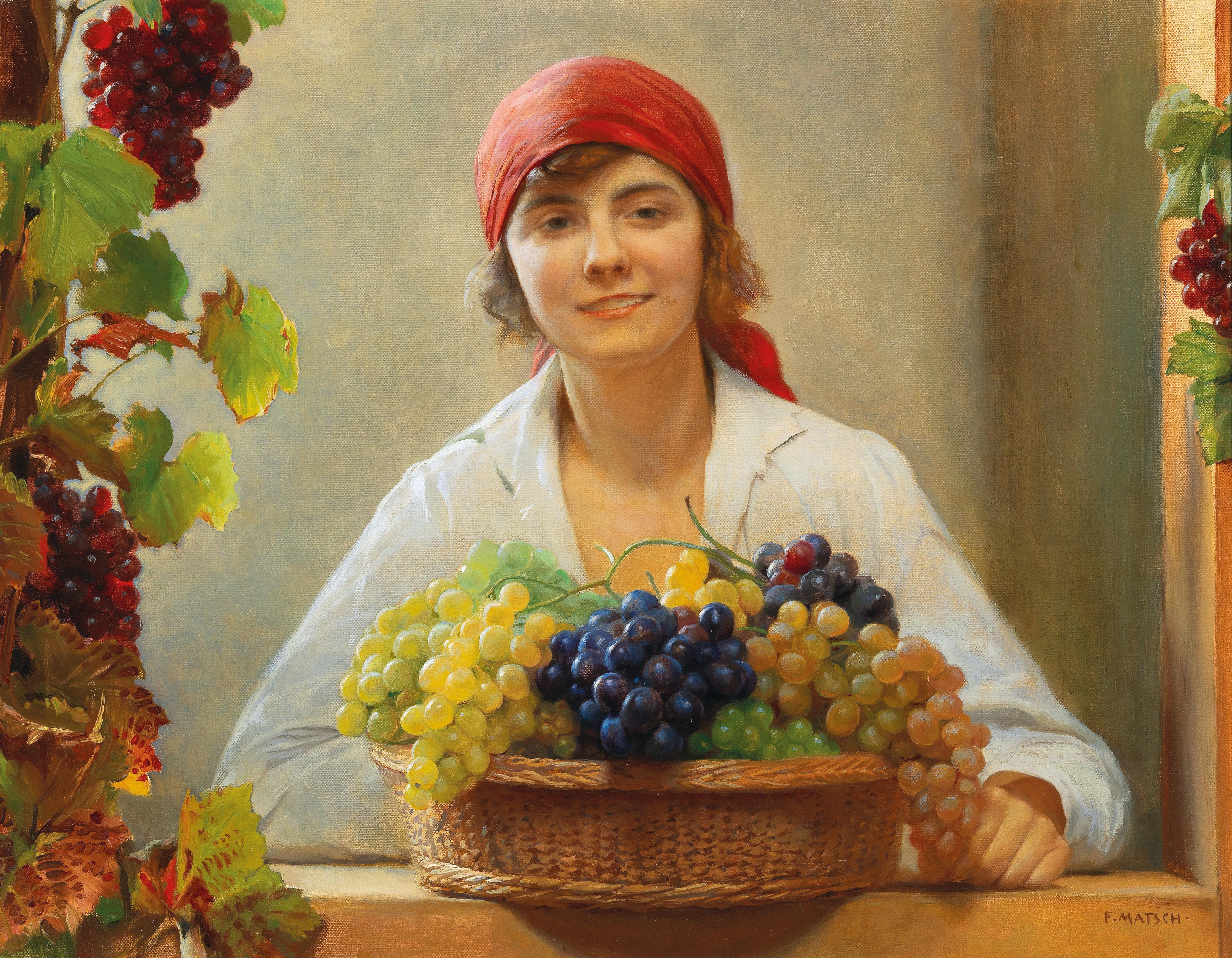
Franz von Matsch: Szőlő szüret

A szőlő fás szárú, kúszó, kacsokkal kapaszkodó lián, mely vadon fejlődve a környezetében lévő tárgyakra (fákra) igyekszik felkapaszkodni, napfényhez, élettérhez jutni. A művelés körülményei között a szőlőnövényt metszéssel és egyéb fitotechnikai beavatkozások segítségével igyekszünk a termesztési célnak megfelelőre alakítani.
Levelei karéjosak (3–7 karéj). Bogyótermése sötétlila, halványzöld vagy sárga, bogyónként többnyire 2–4 maggal.

## Hasznosítása, típusai

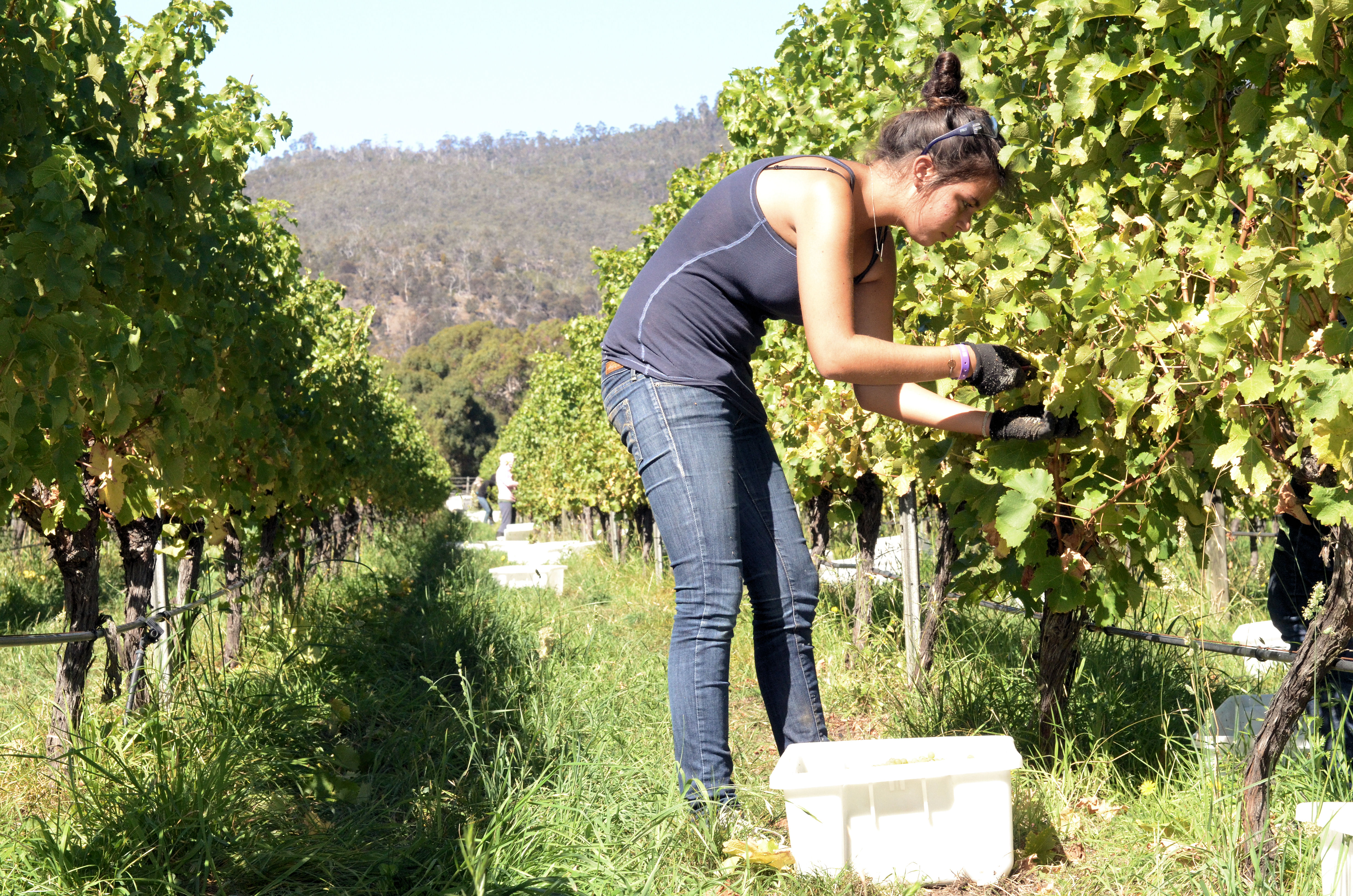
Bortermő szőlő manuális szüretelése

Gyümölcsét étkezési célra fogyasztják; levéből gyümölcslevet, illetve bort készítenek.
A FAO adatai szerint a Föld területéből mintegy 75 866 négyzetkilométeren termesztenek szőlőt. A termés körülbelül 71%-ából bort készítenek, 21%-át friss gyümölcsként adják el, továbbá 2%-ot aszalnak meg mazsolának — ebben az összesítésben a gyümölcslének feldolgozott mennyiség nem szerepel. Egy hányadának levét cukormentes befőttekben használják édesítőszerként.
Bort szinte kizárólag a bortermő szőlő különféle fajtáiból állítanak elő. Néha, főleg Észak-Amerikában, a rókaszőlőt (Vitis labrusca) és a két faj több hibridjét is használják erre — ezek zömmel direkt termő fajták.
A termelés célja szerint megkülönböztetjük az étkezési célra termelt csemegeszőlőket és mazsolaszőlőket, valamint a borszőlőket.
Jelenleg mintegy 8–10 000 fajta borszőlőt termesztenek szerte a világon. Ezeket többféleképpen csoportosítjuk: egyrészt megkülönböztetjük az oltványról nevelt szőlőket a direkt termő fajtáktól, másrészt vörös, illetve rozéborokat adó, lila héjú gyümölcsöket termő fajtákat a fehérborokat adó, zöld, illetve sárga héjú változatoktól.

### A mazsolaszőlő
A mazsolaszőlőket kimondottan azért termesztik, hogy termésüket mazsolává aszalják. A mazsola minőségét rontja, ha mag marad benne, ezért külön erre a célra az i. e. 3–2. évezred óta kinemesített magtalan, illetve legfeljebb egymagvú változatok a legalkalmasabbak. A legismertebb ilyen fajták:
- Sultanina,
- Kishmish,
- Korinthusi (a másik kettőnél apróbb bogyójú fajta).

## Mezőgazdasági termelés

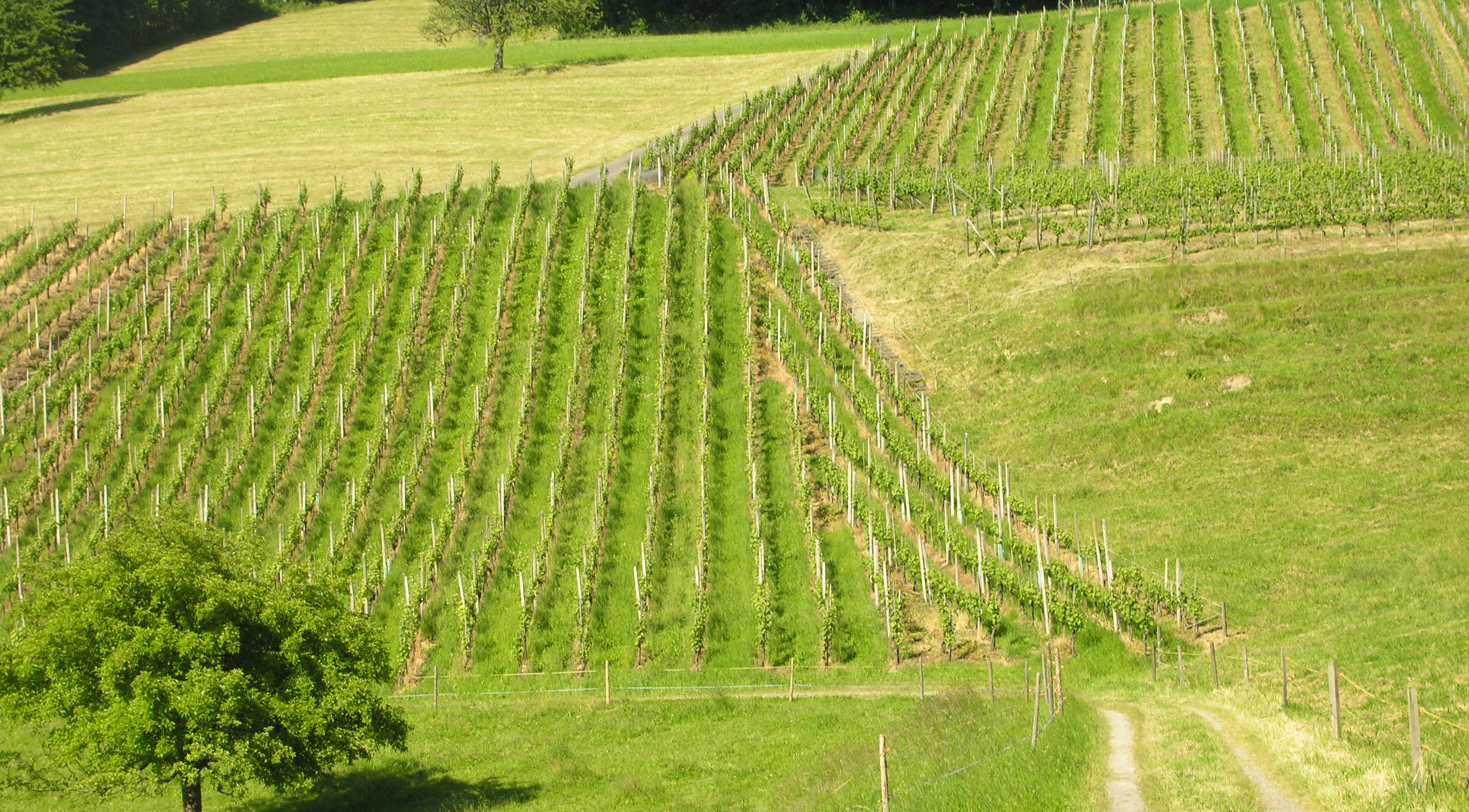
Szőlőhegy Zürich kantonban

A szőlőhegyként használt terület évente 2%-kal nő. A világ legnagyobb szőlőtermelői és a termelőterületek:
- Spanyolország 11 750 km2
- Franciaország 8640 km2
- Olaszország 8270 km2
- Törökország 8120 km2
- Amerikai Egyesült Államok 4150 km2
- Irán 2860 km2
- Románia 2480 km2
- Portugália 2160 km2
- Argentína 2080 km2
- Ausztrália 1642 km2

## A szőlőtermesztés egyéb fontos tulajdonságai
- Magyarország a szőlő termeszthetőségének északi határán fekszik, mert a fajták csak kb. -15 C°-ig fagytűrők. E körülmény miatt nálunk a szőlő csak bizonyos művelésmódokon, megfelelő termőhelyeken termeszthető eredményesen.
- A filoxéra nevű kártevő (szőlő-gyökértetű) miatt kötött talajokon európai szőlőt csak oltványokon lehet termeszteni. Az oltvány alanya amerikai szőlő, mely ellenáll a filoxérának. Homoktalajokon a filoxéra nem tesz kárt. A homoktalaj nem tapad a gyökérhez, s így a beomló járatok miatt a kártevő nem tud eljutni egyik tőkétől a másikig, nem tudja kiszívni a nedveket. Amennyiben a talaj 75 százalék tiszta homokot tartalmaz, akkor teljes védelem van a filoxéra ellen. A homoki szőlőtermesztés 19. századi elterjedése elsősorban ennek volt köszönhető.[4]
- Az európai szőlőfajtáknak a filoxérán túlmenően további két fontos, szintén behurcolt betegsége is van, ezek a szőlőperonoszpóra és a lisztharmat. Mindkettő (három) a 19. században érkezett Európába Amerikából. A Vitis Vinifera fajtái fogékonyak ezekre a gombabetegségekre, ezért a hagyományos európai fajták csak vegyszeres védekezéssel menthetők meg.

## Művelésmódok és termőhelyek

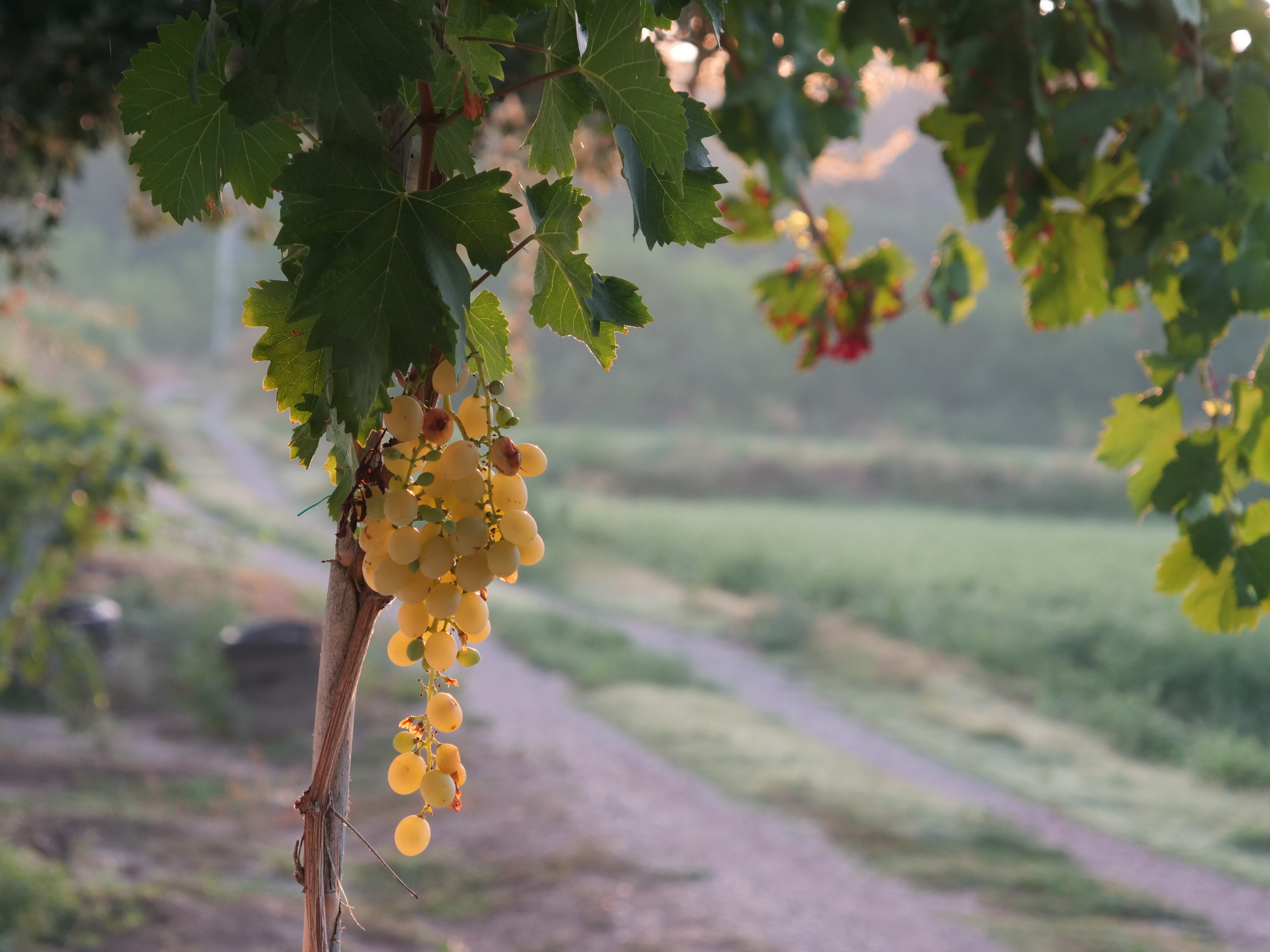
Muskotály szőlő

Magyarországon a termőhelyet és a rajta alkalmazott művelésmódot elsősorban a már említett fagytűrés határozza meg. A termőhelyeket - mely a művelésmódra is hatással van - alapvetően két csoportba tudjuk sorolni:
- hegyvidéki termőhelyek: Ilyen termőhelyeken a hideg, fagykárt okozó levegő természetes úton tud leáramolni a völgyekbe, mély fekvésű területekre, így mind a művelésmód, mind a megválasztható fajták száma nagyobb szabadsági fokú, mint síkvidéken. Ilyen termőhelyen azonban a terepviszonyok miatt a gépesítés nehézkesebb lehet, és mivel ezek általában kötött talajú területek, az oltványon való termesztés szükségessége növeli a költségeket. A hegyvidéki borok a fogyasztók körében hagyományosan népszerűbbek mint az alföldiek, mely a felkínált árban is megmutatkozik, így kikompenzálhatók a termesztésnél felmerülő esetleges nagyobb költségek. A hegyvidéki borok jobb minősége az ilyen helyeken az elképzelhetően kedvezőbb talajadottságnak, és a hegyoldal biztosította kedvezőbb napfény és hőellátottságnak köszönhetők. Jelentős korlát azonban az ilyen területek korlátozott mérete és ára (mivel gyakran más gazdasági tevékenység számára is biztosíthat kedvező feltételeket - lásd. Balaton-felvidék)

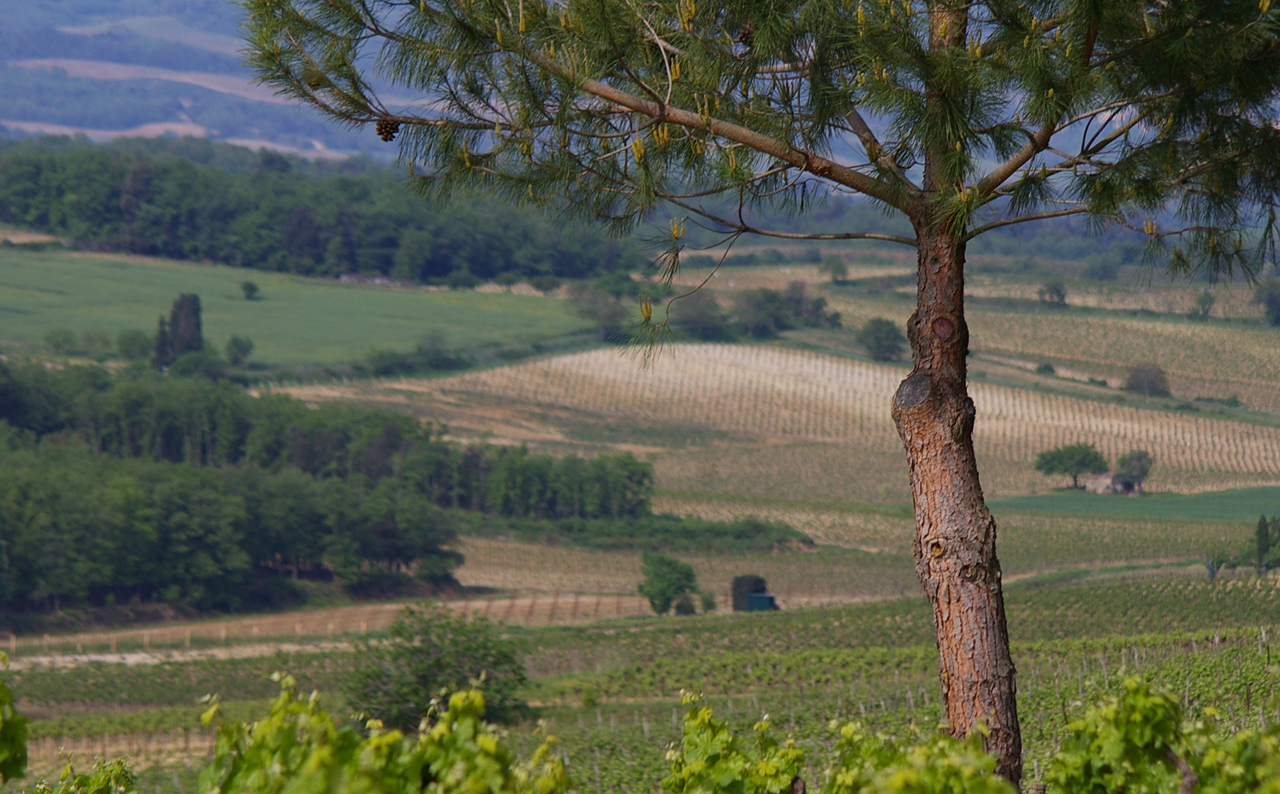
Szőlőültetvények, Limoux, Franciaország

- síkvidéki (általában homoki) termőhelyek:Ilyen helyeken a természetes leáramlás és fagyzugmentesség gyakran nem biztosítható, bár amennyire lehet, kerülni kell a mély fekvésű területeket (laposokat). A homoki termőhelyek gyakorlatilag korlátlan méretekben és olcsón állnak rendelkezésre, a termesztés költségét pedig tovább csökkenti a saját gyökerű ültetvény alkalmazhatósága, valamint a terepviszonyokból adódó egyszerűbb gépesíthetőség. Magyarországon síkvidéki szőlőtermő táj a három alföldi borvidék területe: a Kunsági, a Csongrádi és a Hajós-Bajai borvidékek. A fagykár ellen a következő megoldásokat alkalmazzák:
  - Fejművelésű tőkék, téli takarással: Hagyományosan ez volt az elterjedt az alföldi szőlőtermesztésben a nagyüzemi szőlőtermesztés megjelenéséig. Bizonyos fajtákat azonban még most is csak így tudnak eredményesen termeszteni (pl. Kadarka).
  - Magaskordonos művelésmódok és fagytűrő fajták alkalmazása: Magaskordon alkalmazásával a termőrészeket el tudjuk távolítani a fagyzugosabb talajközeli helyektől, így valamelyest csökkenteni lehet a fagy okozta kárt. A teljes kordonkar elfagyása ellen azonban nem lehet védekezni. A nagyüzemi szőlőtermesztésben ez a módszer terjedt el. Az esetleges fagykárokat belekalkulálják a költségekbe.

## A legfontosabb szőlőfajták

### Borszőlők
A legfontosabb borszőlőfajták Magyarországon:
 Fehérborszőlő-fajták
- Bianca
- Chardonnay
- Cserszegi fűszeres
- Furmint (Tokaj, Somló)
- Hárslevelű
- Irsai Olivér
- Juhfark (Somló)
- Kéknyelű
- Leányka
- Olaszrizling
- Ottonel muskotály
- Rajnai rizling
- Rizlingszilváni (müller-thurgau)
- Sauvignon blanc
- Sárfehér
- Sárga muskotály (muscat lunel)

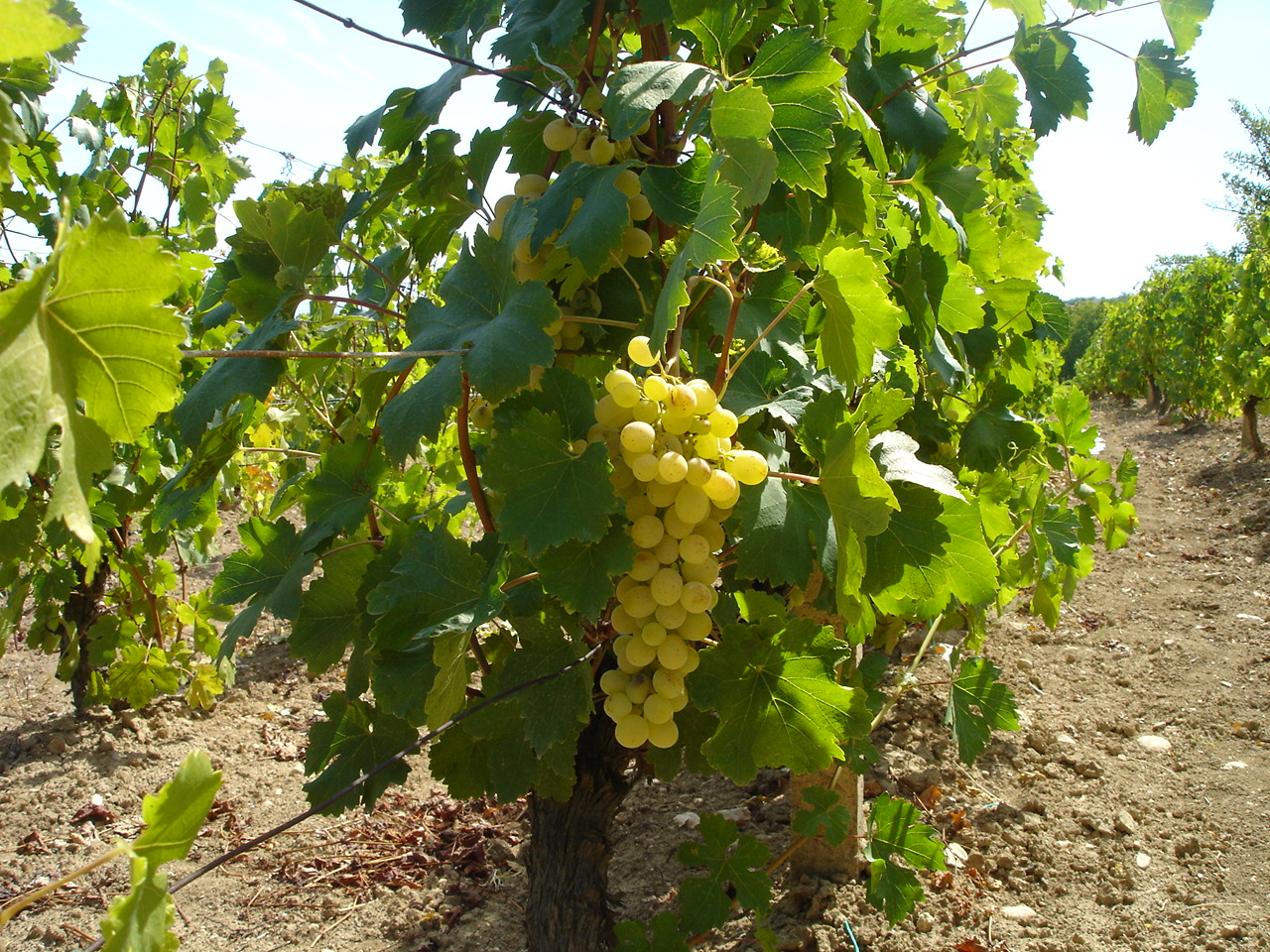
Fehérborszőlő

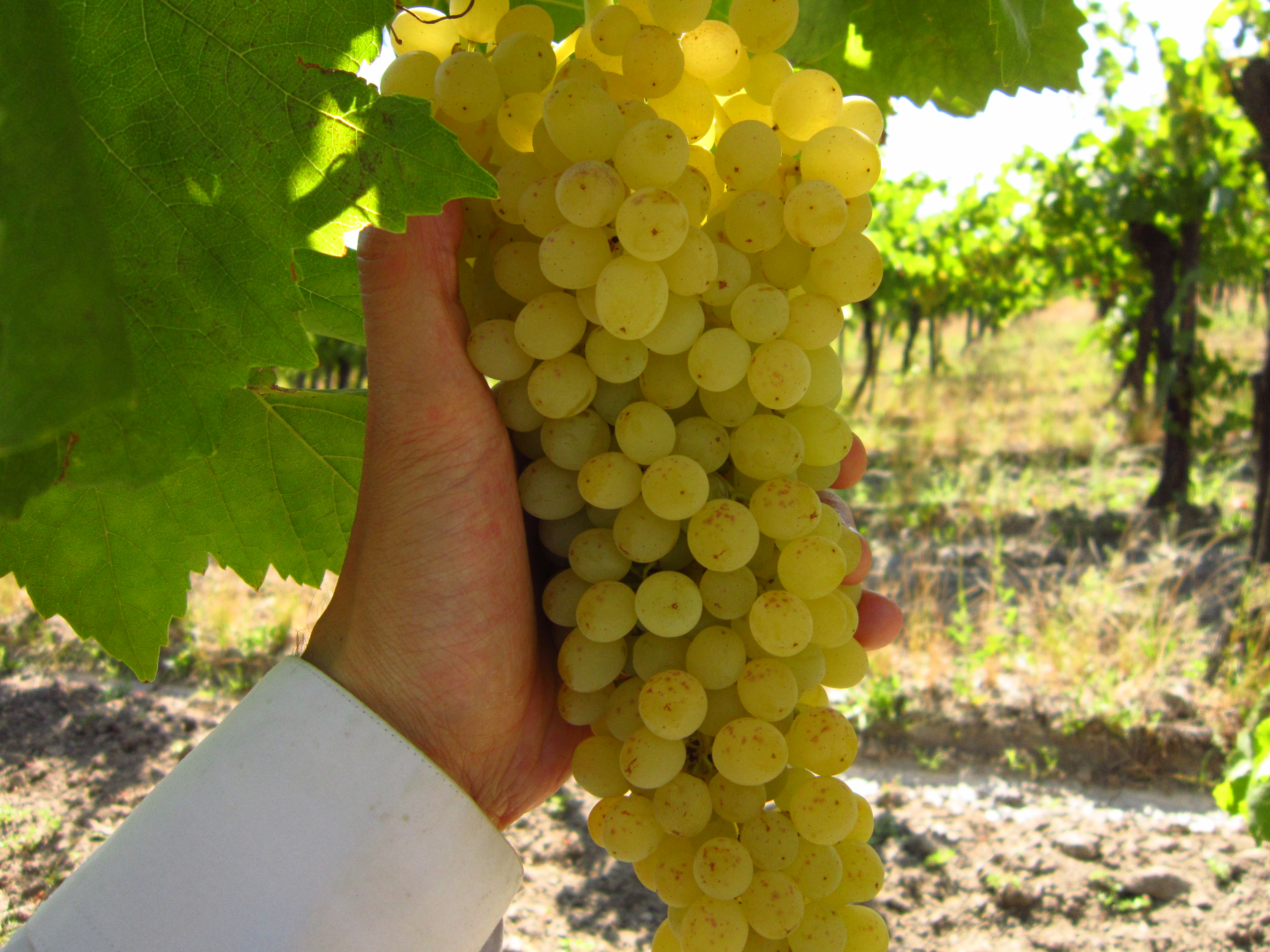
Magnélküli Sauvignon blanc

- Szürkebarát (pinot gris, pinot grigio)
- Tramini
- Cirfandli (Pécs)
- Zöld veltelini

 Vörösborszőlő-fajták
- Blauburger
- Cabernet franc
- Cabernet sauvignon
- Kadarka
- Kékfrankos
- Merlot
- Pinot noir
- Syrah
- Zweigelt
- Portugieser (Kékoportó)

 Egyéb borszőlők (területük kisebb)
- Budai zöld

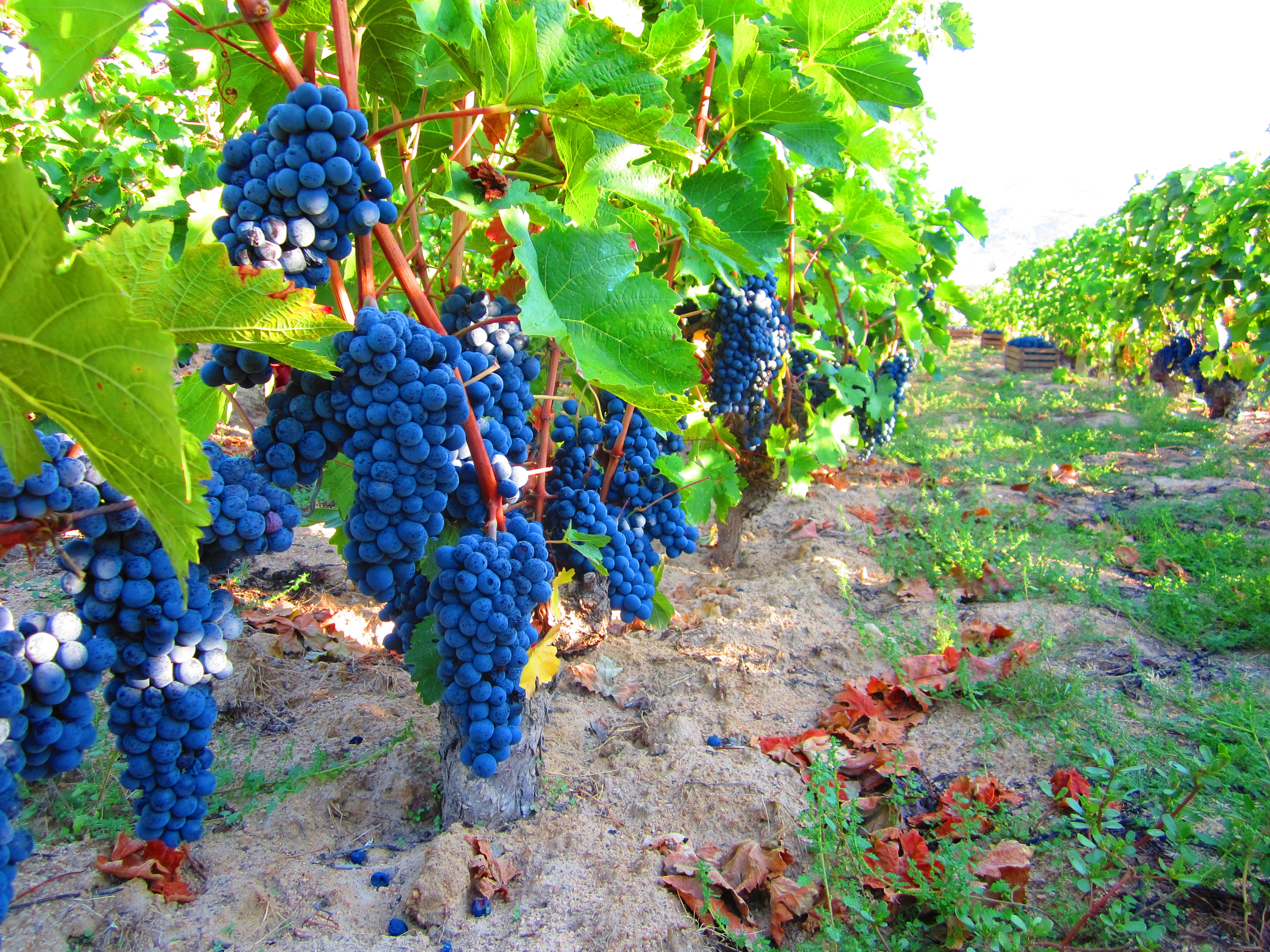
Vörösborszőlő

- Csabagyöngye (vegyes hasznosítású, csemege- és borszőlő)
- Csókaszőlő
- Kabar
- Kékmedoc
- Kövérszőlő
- Kövidinka
- Kunbarát
- Kunleány
- Zala gyöngye
- Zefír
- Zengő
- Zenit
- Zéta (Oremus)
- Zeus

 Direkt termők 
Telepítésük tilos, illetve egyedi engedélyhez kötött, mivel a belőlük készült borok gyenge minőségűek, esetenként még az egészségre is károsak.
- Delavári (Daleware)
- Izabella
- Kurucvér
- Noah
- Otelló

### Festőszőlők
- Bíborkadarka
- Tícián
- Turán

### Csemegeszőlők

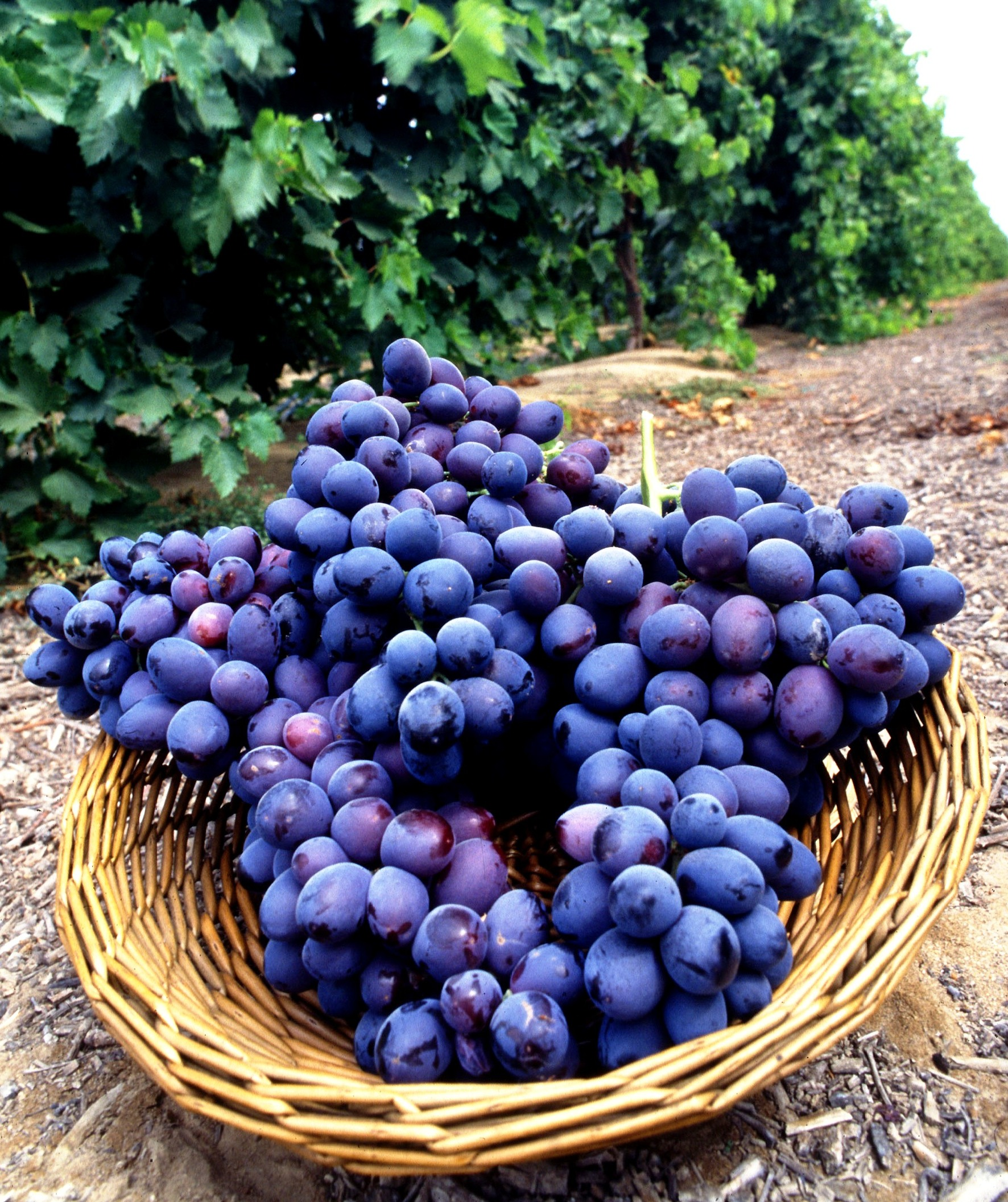
Magnélküli Autumn Royal csemegeszőlő

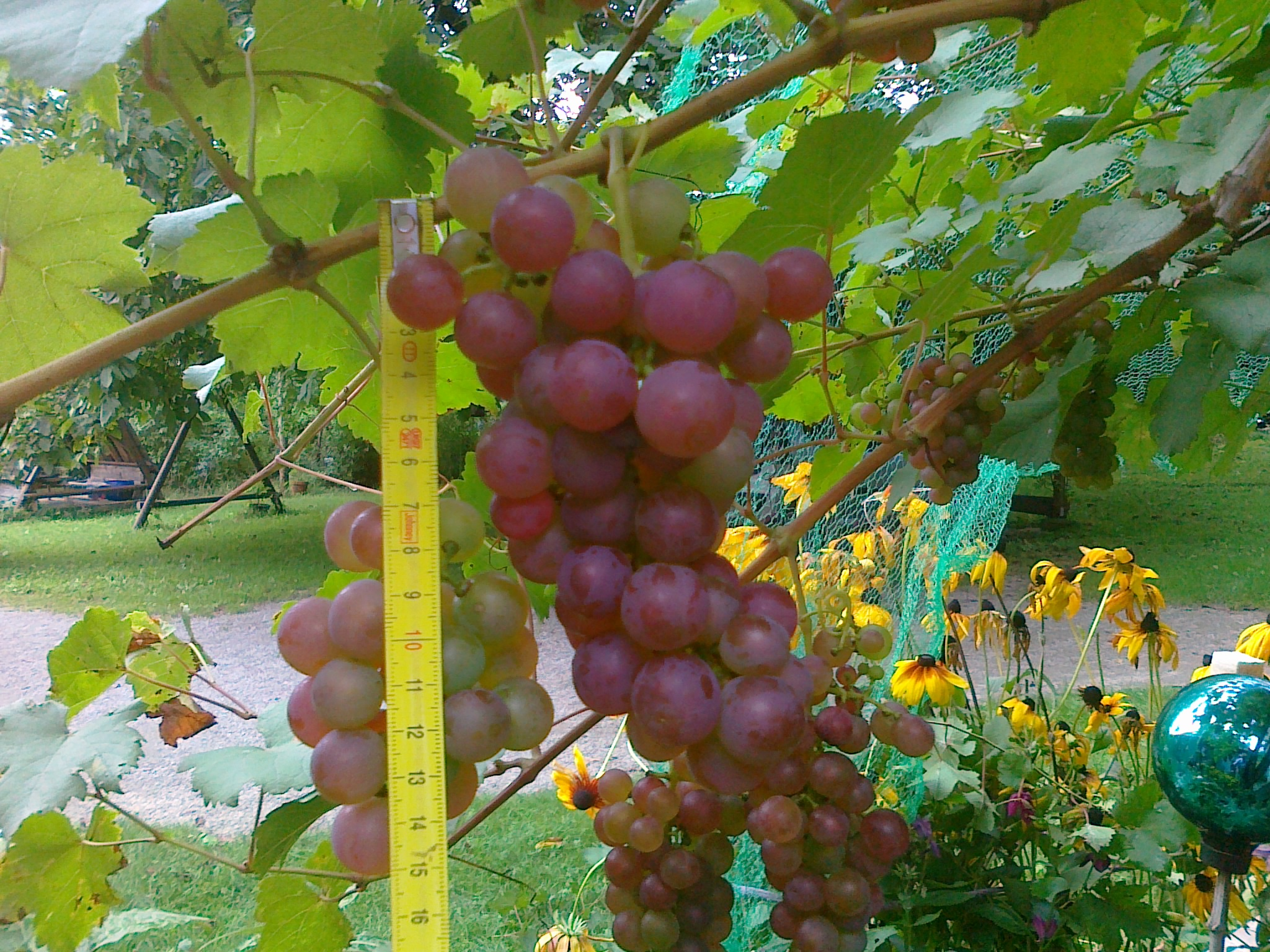
Csemegeszőlő

A legfontosabb csemegeszőlő-fajták Magyarországon:
- Afuz Ali
- Attila
- Cardinal
- Csabagyöngye (vegyes hasznosítású, csemege- és borszőlő)
- Favorit
- Itália kincse
- Kozma Pálné muskotály
- Mathiász Jánosné muskotály
- Narancsízű
- Néró
- Pannónia kincse
- Szőlőskertek királynője
- Saszla (Chasselas)